# Quercus wislizeni
Quercus wislizeni, és una espècie del gènere Quercus dins de la família de les fagàcies (Fagaceae). Està classificada en la Secció Lobatae, del roure vermell de l'Amèrica del Nord, Centre-Amèrica i el nord de l'Amèrica del Sud, que tenen els estils llargs i glans de sabor molt amargant que maduren en 18 mesos. Les fulles poden ser senceres sense dents, parcialment dentades a la vora, o tenir lòbuls acabats en puntes agudes.

## Descripció
És un gran arbust o arbre que pot arribar a fer fins als 22 m d'alçada. Les fulles són de color verd fosc i generalment petites, d'entre 2,5 a 7 cm de llargada i d'entre 2 a 5 cm d'amplada, gruixudes i, sovint espinoses i dentades, sobretot en els arbres joves. Les flors són aments. Les glans fan entre 1 i 2 cm de largada, i maduren en uns 18 mesos després de la floració.
Algunes fonts, com ara Flora of North America, expliquen l'error de la denominació "wislizenii", epítet l'ortografia correcta és amb una sola "i", segons l'article a l'ICN 60C.2.

## Distribució i hàbitat
Es troba a zones de Califòrnia als Estats Units. També cap al sud fins al nord de Baixa Califòrnia a Mèxic. En general, és més abundant en les altituds més baixes de la Sierra Nevada, però també està molt estesa en les àrees de la costa del Pacífic i les Muntanyes de San Gabriel.

## Ecologia
Quercus wislizani pertany al grup dels roures vermells secció (Quercus secta. Lobatae). Diversos híbrids entre Quercus wislizani i altres espècies de roures vermells han estat documentats. S'hibrida amb Quercus agrifolia són coneguts en moltes zones de la costa de Califòrnia. També s'hibrida amb Quercus dumosa i Quercus kelloggii. Totes aquestes espècies de roure mostren evidència d'introgressió l'un amb l'altre. Un arbre aliat comú és Aesculus californica.

## Taxonomia
Quercus wislizeni va ser descrita per Luz María González Villarreal i publicat a Prodromus Systematis Naturalis Regni Vegetabilis 16(2[1]): 67, a l'any 1864.
Etimologia
Quercus: nom genèric del llatí que designava igualment el roure i l'alzina.
wislizeni: epítet atorgat en honor de Frederick Adolf Wislizenus (1810-1889), cirurgià militar, explorador, botànic alemany que va viatjar àmpliament pel Sud-oest dels Estats Units
Sinonimia
- Q. parvula Greene
- Q. p. var. shrevei (C.H.Mull.) Nixon
- Q shrevei C.H.Mull.

List sources :